# Arde el cielo
Arde el cielo è il terzo album live presentato dal gruppo messicano Maná.

## Descrizione
L'album è stato realizzato nel marzo 2007 durante il tour mondiale "Amar es Combatir" e, precisamente, in due delle quattro tappe a San Juan, Porto Rico. Lanciato il 29 aprile 2008, è in CD e DVD.
Sono presenti, inoltre, due canzoni inedite e nuovissime: "Arde el cielo" e "Si no te hubieras ido" entrambe realizzate in studio.

## Tracce

### CD
1. Déjame entrar
2. Manda una señal
3. Labios compartidos
4. Bendita tu luz
5. Vivir sin aire
6. ¿Dónde jugarán los niños?
7. Mariposa traicionera
8. El rey
9. No ha parado de llover
10. En el muelle de San Blas
11. Clavado en un bar
12. Rayando el sol
13. Si no te hubieras ido
14. Arde el cielo

### DVD
1. DVD intro
2. Déjame entrar
3. Manda una señal
4. Labios compartidos
5. Bendita tu luz
6. Vivir sin aire
7. ¿Dónde jugarán los niños?
8. Mariposa traicionera
9. El rey
10. No ha parado de llover
11. En el muelle de San Blas
12. Rayando el sol
13. Clavado en un bar

## Formazione
- Fher Olvera – voce, chitarra, armonica, membro del gruppo
- Alex González – batteria, coro e membro del gruppo
- Sergio Vallín – chitarra elettrica e acustica; membro del gruppo
- Juan Diego Calleros – basso; membro del gruppo
- Juan Carlos Toribio – tastiera
- Fernando Vallín – chitarra, coro
- Hector Quintana – percussioni, coro